# Règlement Organique (Monte Libano)
Il Règlement Organique ("Regolamento organico") fu una serie di convenzioni internazionali, tra il 1860 e il 1864, tra l'Impero ottomano e le Potenze europee, che portarono alla creazione del Mutasarrifato di Monte Libano.

## Storia
Il conflitto in Libano del 1860 portò la Francia a intervenire e fermare il massacro di civili cristiani dopo che le truppe ottomane avevano aiutato le forze islamiche attraverso il sostegno diretto o disarmando le forze cristiane. La Francia, guidata da Napoleone III, richiamò il suo antico ruolo di protettrice dei cristiani nell'Impero ottomano, sancito da un trattato del 1535. Dopo il massacro e una protesta internazionale, l'Impero ottomano acconsentì il 3 agosto 1860 all'invio di un massimo di 12.000 soldati europei per ristabilire l'ordine. La regione della Siria faceva allora parte dell'Impero ottomano. L'accordo fu ulteriormente formalizzato in una convenzione del 5 settembre 1860 con Austria, Gran Bretagna, Francia, Prussia e Russia. La Francia dovette fornire la metà di quel numero e altri paesi dovettero inviare forze supplementari secondo necessità. L'accordo fu firmato a Parigi il 5 settembre 1860.
Un'importante conseguenza della spedizione francese fu l'istituzione dell'autonomia del Mutasarrifato di Monte Libano dalla Siria, con la nomina da parte del sultano di un governatore cristiano armeno di Costantinopoli di nome Daud Pasha il 9 giugno 1861. Lo stesso giorno, attraverso un ulteriore accordo, denominato Protocollo di Beyoglu,  firmato tra l'Impero ottomano e le Potenze europee a Beyoğlu, Istanbul, si diede a tale accordo un riconoscimento internazionale. Il protocollo fu introdotto inizialmente per un periodo di tre anni.
Nel settembre 1864 fu firmata un'ulteriore convenzione che confermò il carattere permanente dello statuto e vi apportò piccole modifiche. Fu formato un ulteriore distretto maronita e il consiglio sotto il governatore fu riorganizzato (contava dodici membri: quattro maroniti, tre drusi, tre greco-ortodossi e greci uniati, un sunnita e uno sciita). Il Règlement Organique del Libano rimase in quella forma fino al 1914.

## Accordo del 5 settembre 1860

### Articoli[6]
- Articolo 1: Un corpo di truppe europee, che può essere aumentato a dodicimila uomini, sarà diretto in Siria per aiutare a ristabilire la pace.
- Articolo 2: Sua Maestà l'Imperatore dei Francesi accetta immediatamente di fornire metà del corpo di truppe. Se si rendesse necessario aumentare il proprio organico fino al numero stabilito nell'articolo precedente, le Grandi Potenze concorderebbero senza indugio con la Porta, per le vie diplomatiche ordinarie, la designazione di coloro che dovranno essere occupati.
- Articolo 3: Il comandante della spedizione provvederà, al suo arrivo in comunicazione con il Commissario Straordinario della Porta, a combinare tutti i passi richiesti dalle circostanze, e ad assumere le posizioni che saranno necessarie per provvedere all'adempimento dello scopo della presente legge.
- Articolo 4: Sua Maestà l'Imperatore d'Austria, l'Imperatore dei Francesi, la Regina del Regno Unito di Gran Bretagna e Irlanda, Sua Altezza Reale il Principe Reggente di Prussia e Sua Maestà l'Imperatore di tutte le Russie promettono di mantenere forze navali sufficienti per contribuire al successo degli sforzi congiunti per riportare la pace sulla costa della Siria.
- Articolo 5: Le Alte Parti contraenti, convinte che questo tempo sarà sufficiente per raggiungere l'obiettivo di pace che si prefiggono, fissano a sei mesi la durata dell'occupazione delle truppe europee in Siria.
- Articolo 6: La Sublime Porta si impegna a facilitare, per quanto dipenderà, l'approvvigionamento e il sostentamento del corpo di spedizione.
- Articolo 7: La presente Convenzione sarà ratificata e le ratifiche scambiate a Parigi entro cinque settimane o prima se possibile.

### Firmatari
- Édouard Thouvenel per il Secondo Impero francese
- Richard von Metternich, ambasciatore dell'Impero austriaco in Francia
- Henry Wellesley, I Conte Cowley, Ambasciatore britannico in Francia
- Heinrich VII, principe Reuss di Köstritz, diplomatico (Legationsrat) presso l'ambasciata prussiana in Francia
- Pavel Kiselyov, ambasciatore russo in Francia

## Accordo del 9 giugno 1861

### Annuncio
Il progetto di regolamento, datato 1 maggio 1861, dopo essere stato, in seguito a emendamenti di comune accordo, convertito in un accordo definitivo, sarà emanato sotto forma di firmano da Sua Maestà Imperiale il Sultano e comunicato ufficialmente ai rappresentanti delle cinque grandi potenze.
L'articolo I ha portato alla seguente dichiarazione fatta da Sua Altezza Aali Pasha, e accettata dai cinque Rappresentanti: "Il Governatore cristiano responsabile dell'amministrazione del Libano sarà scelto dalla Porta, che riferirà direttamente. Avrà il titolo di Mushir, e risiederà ordinariamente a Deir el Qamar, che è posta sotto la sua diretta autorità. Investito di tale autorità per tre anni sarà comunque revocabile, ma la sua destituzione non potrà essere pronunciata per effetto di sentenza. Tre mesi prima della scadenza del suo mandato, la Porta preparerà un nuovo accordo con i rappresentanti delle grandi potenze".
Si è inoltre considerato che il potere conferito dalla Porta al funzionario, sotto la sua responsabilità, di nominare l'Agente Amministrativo, sarebbe stato conferito in via permanente, nel momento in cui ne avrebbe avuto il potere, piuttosto che per ogni nomina.
In relazione all'articolo X, che riguarda i processi tra soggetti protetti da una potenza straniera, da un lato, e gli abitanti del monte dall'altro, si è convenuto che una Commissione mista, riunita a Beirut, verificherà e rivedrà i "titoli di protezione”.
Per mantenere la sicurezza e la libertà della strada da Damasco a Beirut, la Sublime Porta stabilirà sulla predetta strada un fortino che riterrà più opportuno.

Il Governatore del Libano può disarmare il Monte quando le circostanze sono favorevoli.

### Firmatari
- Mehmed Emin Âli Pasha per conto dell'Impero ottomano
- Charles, marchese de La Valette, Ambasciatore francese presso l'Impero Ottomano
- Anton von Prokesch-Osten, ambasciatore austriaco presso l'Impero Ottomano
- Henry Bulwer, primo barone Dalling e Bulwer, ambasciatore britannico presso l'Impero ottomano
- Robert von der Goltz, ambasciatore prussiano presso l'Impero ottomano
- Aleksey Lobanov-Rostovsky, Ambasciatore russo presso l'Impero ottomano